# Wielki ropociąg Nilu
Wielki ropociąg Nilu - główny ropociąg Sudanu, transportujący ropę z roponośnych terenów w rejonach granicznych Sudanu i Sudanu Południowego. Ropociąg ma długość prawie 1600 km, w tym 1,8 km stanowi odcinek podmorski. Składa się z 6 stacji pompowych, 2 stacji kontrolnych do 2 rafinerii oraz terminalu załadunkowego Bashair Marine Terminal 25km na południe od Port Sudanu. Zarządcą jest China National Petroleum Corporation (CNPC), który jest 40% udziałowcem Greater Nile Petroleum Operating Company (GNPOC).
Początkowo rurociąg zaczynał bieg na polu naftowym Heglig w stanie Kordofan Południowy. W 1999 ropociąg przedłużono o odcinek do pola naftowego Unity. Po uzyskaniu niepodległości w lipcu 2011 przez Sudan Południowy ropociąg przeciął się z granicą powstałą po secesji od Sudanu.